# 高勒鎮
高勒鎮（英語：Town of Gawler）是南澳州阿德萊德的地方政府區域，位於阿德萊德都會區範圍之內，阿德萊德市中心以北，行政範圍包括高勒及其各城郊。
按照2001年的統計數字，高勒鎮上1.0%的人口為澳洲原住民，而有76.3%的人口生於澳洲。
高勒鎮現任鎮長為韋嘉琳（Karen Redman），是本鎮史上首任女鎮長。

## 歷史
高勒鎮最早的原住民是考爾納人。後來，隨著歐洲人的到來，高勒鎮成為了南澳洲第一個歐洲人定居點。
1853年，地方政府隨著巴羅沙西區議會（覆蓋巴羅沙百戶區的西部）的成立而設置。高勒位處北柏立河、南柏立河之交匯處，而當地鄉鎮更是分別與四個地籍區域（Mudla Wirra、Nuriootpa、巴羅沙及文諾巴華）交集。鄉鎮的東部屬巴羅沙西區議會管轄，西部則屬於Mudla Wirra區議會，而南部郊區則由文諾巴華西區議會管治。其中，巴羅沙西區議會的治所Lyndoch更位於鄉鎮以東13公里，令居民對於地方政府管治的狀況不滿。
高勒的納稅人為此發起公投，要求成立以高勒為中心的地方政府，最終於1857年7月9日成立高勒公司市鎮（英語：Corporation of the Town of Gawler）。

## 議會
高勒鎮議會是高勒鎮的市政機關，由一名鎮長和十名議員組成。下表為現屆議員，任期為2018年至2022年。
| 選區       | 議員                       | 備註 |
| ---------- | -------------------------- | ---- |
| 鎮長       | 韋嘉琳（Karen Redman）     |      |
| 未劃分選區 | 戴高狄（Cody Davies）      |      |
| 未劃分選區 | 傅禮莎（Diane Fraser）     |      |
| 未劃分選區 | 高思通（Kelvin Goldstone） |      |
| 未劃分選區 | 許達威（David Hughes）     |      |
| 未劃分選區 | 高捷波（Paul Koch）        |      |
| 未劃分選區 | 黎道寶（Paul Little）      |      |
| 未劃分選區 | 岑伯仁（Brian Sambell）    |      |
| 未劃分選區 | 辛時登（Nathan Shanks）    |      |
| 未劃分選區 | 杜歷恩（Ian Tooley）       |      |
| 未劃分選區 | 華朗詹（Jim Vallelonga）   |      |

## 地域行政分區及郵政編碼
| 地區（英）       | 地區（中）   | 郵便編號 | 備註               |
| ---------------- | ------------ | -------- | ------------------ |
| Bibaringa        | 必伯令嘉     | 5118     | 部分歸卑利霍市管轄 |
| Evanston         | 伊榮士頓     | 5116     |                    |
| Evanston Gardens | 伊榮士頓花園 | 5116     |                    |
| Evanston Park    | 伊榮士頓柏   | 5116     | 部分歸卑利霍市管轄 |
| Evanston South   | 伊榮士頓南   | 5116     |                    |
| Gawler           | 高勒         | 5118     |                    |
| Gawler East      | 高勒東       | 5118     |                    |
| Gawler South     | 高勒南       | 5118     |                    |
| Gawler West      | 高勒西       | 5118     |                    |
| Hillier          | 禧利         | 5116     | 部分歸卑利霍市管轄 |
| Kudla            | 吉拿         | 5115     |                    |
| Reid             | 列德         | 5118     | 部分歸禮智區域管轄 |
| Willaston        | 威拿士頓     | 5118     |                    |

## 廢物管理及回收
北阿德萊德廢物管理局負責提供高勒鎮的垃圾、回收、綠色廢物的收集服務。

## 外部連結
- 官方網站 （页面存档备份，存于）